# Behemothia
Behemothia is een geslacht van vlinders uit de familie van de prachtvlinders (Riodinidae), onderfamilie Riodininae.
Behemothia werd in 2000 voor het eerst wetenschappelijk beschreven door Hall.

## Soort
Behemothia omvat de volgende soort:
- Behemothia godmanii (Dewitz, 1877)